# Józef Kazimierz Wojciechowski
Józef Kazimierz Wojciechowski (ur. 17 stycznia 1947) – polski przedsiębiorca, twórca i główny udziałowiec JW Construction, w latach 2006–2012 właściciel Polonii Warszawa. Znajduje się na liście 100 najbogatszych Polaków w 2019 roku według magazynu Forbes.
28 października 2016 przegrał z Zbigniewem Bońkiem w głosowaniu na kolejnego prezesa PZPN, zdobywając 16 ze 115 głosów.